# ناوكان
ناوكان هي بلدة في مقاطعة آساكا في ولاية أنديجان في أوزبكستان.